# Allan Hills 81005
Allan Hills 81005, eller ALH A81005, är en meteorit som hittades i Allan Hills i Victorias land, Antarktis den 17 januari 1982. Det var den första månmeteoriten som identifierades på jorden. Upptäckten skedde inom ramen för meteoritexpeditionen ANSMET, med de amerikanska geologerna John Schutt och Ian Whillans som namngivna upptäckare.

## Namngivning
ALH A81005 erhöll, liksom varje meteorit som upphittas i Antarktis, namn efter upptäcktsplatsen och ett nummer. Numret innehåller startåret för expeditionen (81 för 1981) och ett treställigt ordningsnummer (005 för femte fyndet). Det ”A” som ibland föregår nummerserien anspelar på expeditionen (A = ANSMET).

## Beskrivning
Meteoriten hade en vikt av 31,4 gram när den hittades.  Dess mått var 3 x 2,5 x 3 centimeter, med en mörk skorpa, en grundmassa som skiftar från grått till svart med stora grå och vita klaster. Det är ett typiskt utseende för breccia, även sådan som har jordiskt ursprung. De större klasterna är i storleken upp till 8 millimeters diameter.